# 竹第悉
竹第悉（宗喀語：འབྲུག་སྡེ་སྲིད་，威利：druk desi；藏語：ཕག་མོ་གྲུ་པ་བཀའ་བརྒྱུད་，威利转写： 'brug sde srid），是不丹17世纪至19世纪的世俗统治者，地位在竹巴法王（嘉旺竹巴，Gyalwang Drukpa）之下。相当于西藏的帕木竹巴。
“竹”在藏语的意思是“雷龙”，來源於藏傳佛教噶舉派僧人多吉傑布，因其在帕木竹（在今西藏山南市桑日县）建寺傳教，被稱為帕木竹巴·多吉傑布。后来，帕竹噶举派的传承人夏仲阿旺朗杰（1594-1651）到不丹传教并统一不丹，以帕竹噶举为国教，不丹遂以“竹隅”（宗喀語：འབྲུག་ཡུལ་，威利：druk yul；藏語：འབྲུག་ཡུལ་，威利转写： 'brug yul，藏语拼音：Zhugyü，也写作“竹域”）命名。“第悉”在藏语的意思是摄政王。
中国古籍也称之为“德布拉贾”（Deb Raja）。现在不丹国王改称为“朱甲布”（Druk Gyalpo），意为“雷龙之王”。